# سقاخانه اهواز
سقّاخانهٔ ابوالفضل العباس معروف به سقّاخانهٔ اهواز، یک سقاخانهٔ قدیمی وقفی در اهواز است که در سال ۱۳۲۱ در مکان سقاخانهٔ قبلی ساخته‌شد و در تاریخ ۲۵ آبان ۱۳۸۴ با شمارهٔ ۱۳۷۲۶ در فهرست آثار ملی ایران به ثبت رسید. این سقّاخانه در تقاطع خیابان‌های شریعتی (۳۰ متری سابق) و رستگاری (کیکاوس سابق) شهر اهواز واقع شده‌است.

## تاریخچه
در سال ۱٣۴۱ فردی به نام دکتر علی اکبر حکیم شوشتری، سقّاخانهٔ جدیدی را با کاشی‌کاری به سبک دورهٔ قاجاریه و مزین به اشعار محتشم کاشانی در وصف واقعهٔ کربلا، در مکان سقّاخانهٔ سابق خیابان ۳۰ متری اهواز و بر روی همان پلان بنا کرد. کاشی‌کاری بنا در آبان ۱۳۷۳ مرمت شده‌است.

## بنا
قاعدهٔ بنای سقّاخانه شش‌ضلعی است و در بالای آن یک گنبد کوچک قرار دارد. به جز ضلع جنوبی که ۱٫۵ متر طول دارد باقی اضلاع هرکدام به بلندی یک متر هستند و ارتفاع بنا حدوداً ۵ متر است. در بنا دو پنجره برای جمع‌آوری وجه نقدی و یک درب قرار دارد.